# Chester (Virginia Occidental)
Chester es una ciudad ubicada en el condado de Hancock, situado en el extremo norte del estado estadounidense de Virginia Occidental. En el Censo de 2010 tenía una población de 2585 habitantes y una densidad poblacional de 999,07 personas por km².

## Geografía
Chester se encuentra ubicada en las coordenadas 40°36′47″N 80°33′46″O / 40.61306, -80.56278. Según la Oficina del Censo de los Estados Unidos, Chester tiene una superficie total de 2.59 km², de la cual 2.59 km² corresponden a tierra firme y (0%) 0 km² es agua.
Se encuentra en el extremo norte de VirginiaOccidental, en la punta de la franja que separa a Ohio de Pensilvania.

## Demografía
Según el censo de 2010, había 2585 personas residiendo en Chester. La densidad de población era de 999,07 hab./km². De los 2585 habitantes, Chester estaba compuesto por el 97.99% blancos, el 0.43% eran afroamericanos, el 0.04% eran amerindios, el 0.35% eran asiáticos, el 0% eran isleños del Pacífico, el 0.62% eran de otras razas y el 0.58% pertenecían a dos o más razas. Del total de la población el 1.39% eran hispanos o latinos de cualquier raza.